# Жеймо Яніна Болеславівна
Яніна Болеславівна Жеймо (пол. Janina Żejmo; нар. 29 травня 1909, Вовковиськ — пом. 29 грудня 1987, Варшава) — радянська кіноактриса.

## Біографія
Народилася 1909 року в місті Вовковиськ (тепер Гродненська область, Білорусь) у родині циркових артистів. Її батько Юзеф Болеслав Жеймо (помер 1923) був поляком, мати — росіянкою. З трирічного віку виступала в цирку — наїзницею, гімнасткою, балериною і музичним ексцентриком. У 1925—1927 роках працювала на естраді.
Знімалася в кіно з 1925 року. Закінчила майстерню ФЕКС у Ленінграді (1929).
Актриса кіностудії «Ленфільм». Популярність принесли фільми «Розбудіть Оленку» (1934), «Подруги» (1935) і «Вороги» (1938). У 1939 році отримала орден «Знак Пошани».
Під час німецько-радянської війни перебувала в блокадному Ленінграді.
З 1949 по 1956 роки — актриса Театру-студії кіноактора.
В 1957 році з третім чоловіком, польським режисером Леоном Жанно, виїхала до Польщі. З 1957 року мешкала головним чином у Варшаві, часто бувала в Радянському Союзі. У 1980-х році переїхала до Москви, жила на вулиці Лєскова, будинок 21.
Померла 29 грудня 1987 року у Варшаві, труну з тілом привезли до Москви. Похована Яніна Болеславівна, згідно із заповітом, на Востряковському кладовищі (98-ма ділянка).

## Творчість
Широку популярність актрисі принесла роль Попелюшки в післявоєнному однойменному фільмі Надії Кошеверової.
Актриса вирізнялася крихкою дівоцькою статурою, вона була нижчою 148 см, розмір ноги 31. До 40 років Яніна була схожа на юну дівчину. Це визначало її амплуа травесті:
 — Моя зовнішність — структура обличчя, маленький зріст — визначили амплуа: все життя я грала дівчат-підлітків. Був успіх, дуже великий… Коли я грала Попелюшку, мені було 37 років, а героїня була ровесницею моєї доньки.
— Янина Жеймо. Из интервью.
Лавочку, на яку мініатюрна Яніна ставала в радіостудії, щоб дістати до мікрофона, називали «жеймовочка».
Микола Олейников з Євгеном Шварцем на ювілеї Яніни Болеславівни в 1934 році склали жартівливий вірш, який починався так:
Від Нью-Йорка і до Клину
На вустах у всіх клеймо
Під назвою Яніна
Болеславовна Жеймо.

## Родина
- Перший чоловік — Андрій Кострічкін (1901—1973), актор. Розлучилися в 1932 році[2].
  - Донька Яніна Андріївна Кострічкіна, працювала перекладачем до російськомовних версій дубльованих фільмів.
    - Внучка Яніна Євгенівна Кострічкіна, працювала перекладачкою разом з матір'ю.
      - Правнуки: Яніна Леонідівна Кострічкіна, музикант;Анатолій Миколайович Костричкін, актор Театру музики та поезії під керівництвом Олени Камбурової, актор і режисер дубляжу; Олександр Леонідович Кострічкін, кінознавець і актор дубляжу.
- Другий чоловік — Йосип Хейфиц (1905—1995), кінорежисер.
  - Син Юлій Йосипович Жеймо (до 16 років — Хейфиц), польський кінооператор.
    - Онуки Петро і Павло.
- Третій чоловік — Леон Жанно[pl] (1908—1997; польськ. Leon Jeannot), кінорежисер.

## Нагороди
- Орден «Знак Пошани» (01.20.1939) — за виконання ролі Асі у фільмі «Подруги» (1935) і ролі Наді у фільмі «Вороги» (1938)

## Фільмографія

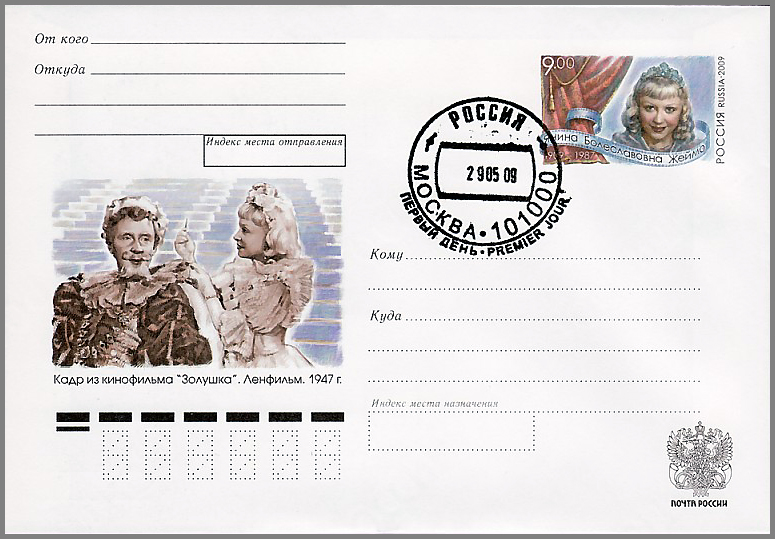
Янина Жеймо (Золушка) и Эраст Гарин (король) на конверте почты России 2009 года

- 1925 — Мішки проти Юденича — хлопчисько (епізод)
- 1926 — Чортове колесо — дівчина зі шпани
- 1926 — Шинель — підручна кравця
- 1926 — Братик — дівчинка з гаража
- 1927 — С. В. Д. — циркова наїзниця
- 1927 — Чужий піджак — Гулька
- 1929 — Блакитний експрес — китайська дівчина[5]
- 1929 — Новий Вавилон — Тереза
- 1929 — Дорога у світ — героїня в дитинстві
- 1930 — Двадцять два нещастя — Манька
- 1931 — Одна — Маленька вчителька
- 1931 — Людина з в'язниці — судомийка
- 1932 — Шукаю протекції — студентка
- 1933 — Моя Батьківщина — Оля
- 1934 — Пісня про щастя — Анук
- 1934 — Розбудіть Оленку — Оленка
- 1935 — Гарячі днинки — Кіка
- 1935 — Подруги — Ася
- 1936 — Оленка і виноград — Оленка
- 1938 — Вороги — Надя
- 1939 — Йшов солдат з фронту — Фроська
- 1939 — Лікар Калюжний — Ольга
- 1941 — Пригоди Корзинкіної — Корзинкіна, квитковий касир вокзалу
- 1942 — Бойова кінозбірка № 12 — Танька (друга новела — «Ванька»)
- 1942 — Білоруські новели (перша новела — «Бджілка») — Бджілка
- 1943 — Два бійці — медсестра
- 1943 — Березень-квітень — Катя Веселова
- 1943 — Ми з Уралу — Віра
- 1943 — Юний Фріц — Гертруда, дівчинка, яка потрапила до гестапо
- 1947 — Попелюшка — Попелюшка
- 1954 — Двоє друзів — мати Кості Шишкіна

### Озвучення
- 1957 — Снігова королева — Герда

### Дублювання зарубіжних фільмів
- 1948 — Біля стін Малапаги
- 1952 — Рим, 11 годин
- 1953 — Жюльетта
- 1954 — Тато, мама, служниця і я — Катрін Лізере (Ніколь Курсель)
- 1966 — Велика прогулянка — Господиня готелю

## Публікації
- Козинцев Г. М. Янина Жеймо // Искусство кино. 1937 № 4.
- Юткевич С. Янина Жеймо // Кино. 1937. 11 августа.
- Лучанский М. Янина Жеймо. М.: Госкиноиздат, 1939. — 52 с., фото. (Серия «Мастера киноискусства»)
- Павлова М. Янина Жеймо. М.: Искусство, 1980. — 121 с., илл.
- Трауберг Л. З. Янина Жеймо. М.: Киноцентр, 1990. — 34 с.
- Тарантул Ю. Золушка, ваш выход // Первое сентября, 2000, № 29.